# Lebanon (Illinois)
Pour les articles homonymes, voir Lebanon.
La ville de Lebanon est située dans le comté de Saint Clair, dans l’État de l’Illinois, aux États-Unis. Sa population s’élevait à 4 418 habitants lors du recensement de 2010, estimée à 4 433 habitants en 2016.
Elle fait partie de Metro-East, dans la zone métropolitaine de Saint-Louis. Lebanon abrite l’université McKendree.

## Source
- (en) Cet article est partiellement ou en totalité issu de l’article de Wikipédia en anglais intitulé « Lebanon, Illinois » (voir la liste des auteurs).